# Ana Valverde
Ana Valverde (Santiago de los Caballeros, República dominicana, 1798- 20 de noviembre de 1864) fue una luchadora dominicana que participó en la gesta independentista de 1844 contra Haití y posteriormente en las guerras de la Restauración. Por su fidelidad a Juan Pablo Duarte y sus ideales, fue deportada, junto a otros miembros de su familia.

## Historia
Valverde nació en 1798 en Santiago de los Caballeros, República Dominicana, pero creció y se desarrolló en Santo Domingo. 
Era la hija del doctor José Valverde, abogado de la Real Audiencia de la Hispaniola y de Dolores Fernández. Su hermano, Manuel María  Valverde Fernández, era también duartiano, y fue de los principales próceres de la Restauración.
Valverde nunca se casó ni tuvo hijos, dedicada por completo a la lucha independentista. 
Trabajó en la fabricación de cartuchos y balas en la casa de la familia Ravelo, junto a las hermanas Duarte, especialmente Rosa, Froilana Febles y las hermanas Petronila y Altagracia Abreu y Delgado. Estas municiones fueron utilizadas en la lucha de independencia contra los haitianos en 1844 y luego en la lucha contra la anexión a España.
Recaudaba dinero entre las mujeres cercanas a ella para la reparación del muro protector en la ciudad de Santo Domingo.
Trabajó reclutando otras mujeres para la causa e incitando a la protesta. 
Murió en Santo Domingo el 20 de noviembre de 1864,  a los sesenta y ocho años sin dejar fotos, dibujos ni referencias de su aspecto físico.

## Reconocimientos
La calle Ana Valverde nace en la Josefa Brea, en el barrio de Mejoramiento Social y muere en la Carlos Nouel, en Villa Consuelo.